# Rasteder Musiktage
Die Rasteder Musiktage sind eine seit 1955 jährlich im Sommer stattfindende Musikveranstaltung im Schloss Rastede. Die Veranstaltung hat sich zu einem der größten Wettbewerbe für Drum Corps, Fanfarenzüge, Spielmannszüge, Konzertbands und Show-Marchingbands Europas entwickelt.
Im Rahmen der Veranstaltung werden European Open Champions in diversen Disziplinen ausgespielt sowie Qualifikationen für Weltmeisterschaften ausgetragen. Regelmäßig finden sich diverse Landesmeister aus dem benachbarten europäischen Ausland ein. Zu den Veranstaltungsorten der Rasteder Musiktage zählt das Schloss Rastede, auf dem der 2014 verstorbene Anton Günther Herzog von Oldenburg regelmäßig Empfänge für die auftretenden Musiker gab.
Im Jahr 2010 fanden sich 103 Musikvereine mit über 4.000 Teilnehmern an einem Wochenende in Rastede ein. Es wurde zum ersten Mal die Deutsche Meisterschaft der "Bundesvereinigung Deutscher Musikvereine" (BDMV) in Rastede ausgerichtet. Die Konzertbewertung wurde auf drei Bühnen ausgerichtet, weil die Teilnehmerzahl so hoch war.
Eine große Beteiligung erreichten die Musiktage auch im Jahr 2011 mit 3.000 Musikern in 56 Bands aus sieben Ländern und über 10.000 Zuschauern. Unter anderem traten die Pattaya City Marching Band, der Drum & Bugle Corps Beatrix, die Blue Lions, die Showband Rastede sowie der Fanfarenzug Strausberg und der Musikverein Rühle auf.
2016 richteten die Rasteder erneut die Deutsche Meisterschaft aus, und es fanden sich erneut über 100 Musikbands mit über 4.000 Teilnehmern in Rastede ein.
Bedingt durch die Einschränkungen im Zuge der Corona-Pandemie konnte die Veranstaltung 2020 und 2021 nicht stattfinden. Die für das Jahr 2021 geplante Weltmeisterschaft der World Assiocation of Marching Show Bands (WAMSB) in Rastede wurde in das Jahr 2024 verschoben.
2022 wurden nach zwei Jahren Pause, bedingt durch die Corona-Pandemie, wieder ein Musikfest organisiert. 52 Musikvereine aus vier Nationen haben an dem Wettbewerb teilgenommen. Die Musikvereine waren deutlich kleiner geworden und es hatten sich weniger Vereine zur Wertung angemeldet als sonst üblich. Im Vordergrund stand das Wiedersehen der Musiker untereinander.  Die Rasteder Musiktage 2022 waren für viele Musikvereine das High-Light im Jahr 2022, weil viele Veranstaltungen auch in diesem Jahr noch nicht wieder stattgefunden hatten. Der traditionelle Schlossempfang wurde noch nicht wieder ausgerichtet, es wurde ein kleiner Empfang im Zelt am Richterturm organisiert.
2023 stieg die Zahl der teilnehmenden Musikvereine wieder an.  Musikvereine aus sechs Nationen waren in den Residenzort Rastede gereist. Zwei Bands aus Thailand waren auch wieder dabei. Der Schlossempfang wurde erstmals beim Palais ausgerichtet.
2024 wurde die Weltmeisterschaft der WAMSB in Rastede ausgerichtet. 73 Bands mit gut 3.000 Teilnehmern aus acht Nationen kamen nach Rastede. Politische Unsicherheit und eine schwache Weltwirtschaft ließen für die Bands aus Übersee keine Möglichkeit der Teilnahme an diesem Großereignis in Rastede zu.
Es gab eine Eröffnungsveranstaltung auf dem Kögel-Willms-Platz im Zentrum von Rastede. Das Heeresmusikkorps aus Hannover sowie der Spielmannszug Hettstedt und das Orkiestra Grandioso aus Radom spielten zur Eröffnung. Der Minister für Wissenschaft und Kultur Falko Mors reiste aus Hannover an, um diese Weltmeisterschaft zu eröffnen. Es folgten drei Tage lang Wertungsspiele in der Halle Feldbreite sowie auf dem Turnierplatz im Schlosspark von Rastede. Neu waren in diesem Jahr das Drum-Battle am Freitag auf dem Turnierplatz sowie die große Straßenparade im Ort am Samstag. Es war die Weltmeisterschaft mit dem größten Teilnehmerfeld in der Geschichte der WAMSB.